# Consummatum est
Consummatum est, dit aussi Golgotha ou Jérusalem, est un tableau de Jean-Léon Gérôme, réalisé en 1867. Il est exposé à Paris au Musée d'Orsay.
Le titre est une référence à la dernière parole du Christ avant de mourir Consummatum est (« Tout est accompli »).
L’artiste romantique a choisi une façon inhabituelle de traiter ce sujet, car de la Crucifixion on ne voit que l'ombre. Le tableau est découpé en trois plans. Le premier représente le mont Golgotha et l’ombre des trois exécutés sur la croix : Jésus, le bon larron et le mauvais larron. En second, la foule qui était venue assister à la scène s’éloigne à travers la végétation pour retourner à la ville située en dernier plan sous un ciel assombri.
Il s’agit d’une représentation originale de la Crucifixion du Christ. Le tableau est présenté au Salon de 1868 où il essuie de sévères critiques. En effet la composition proche d’un hors-champ cinématographique, a dérouté les spectateurs de l’époque car trop éloigné de l’iconographie traditionnelle.
La composition de l'image déroute simultanément le spectateur et le fait participer à ce qui se passe, comme s'il se tenait sous les croix, symbolisant son appartenance à l'univers, l'implication dans un événement véritablement cosmique.
En même temps, Émile Galichon a noté que « nul ne peut se flatter d'avoir l'œil photographique de M. Gérome et de posséder, à un aussi haut degré que lui, le don de l'observation et la faculté de traduire l'impression reçue »
,.
En 1871, Goupil & Cie vend l'œuvre à la firme new-yorkaise Knoedler pour la somme considérable de 30 000 francs français. En 1873, le tableau a été acheté par Henry N. Smith. Passant de main en main, en 1990 l'œuvre est mise aux enchères par Christie's à New York. Dans la même année, le tableau est acquis par le Musée d'Orsay de Paris.
Il existe une seconde version au Musée Van-Gogh d'Amsterdam.
La signature de l'auteur J.L. GEROME est en arc de cercle, en bas à gauche sur une pierre.

## Galerie

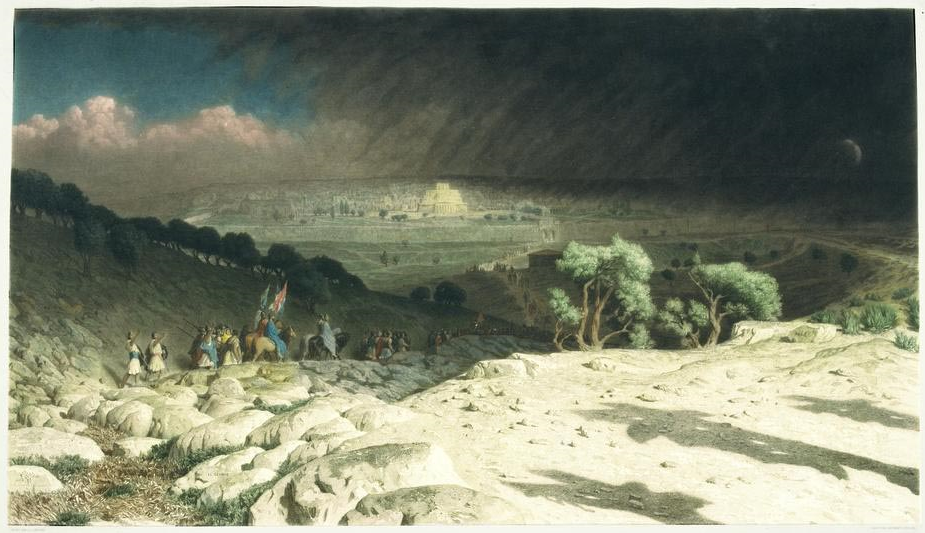
Version d'Amsterdam.
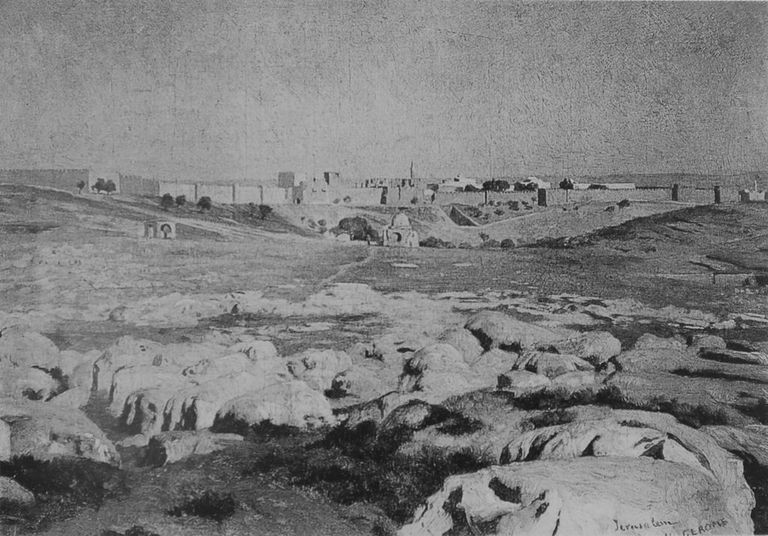
Vue de Jérusalem.
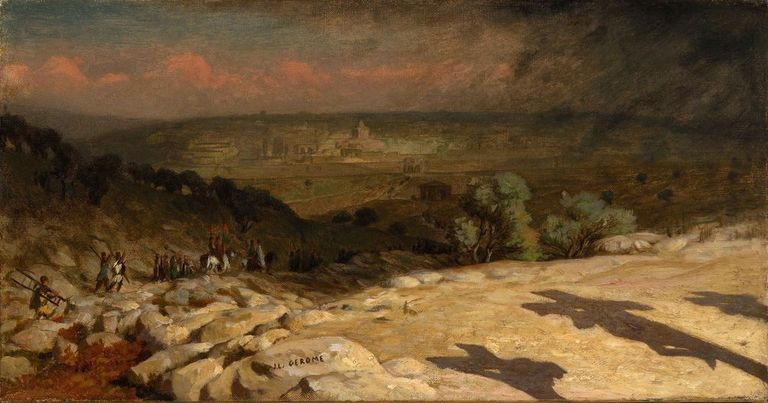
Étude

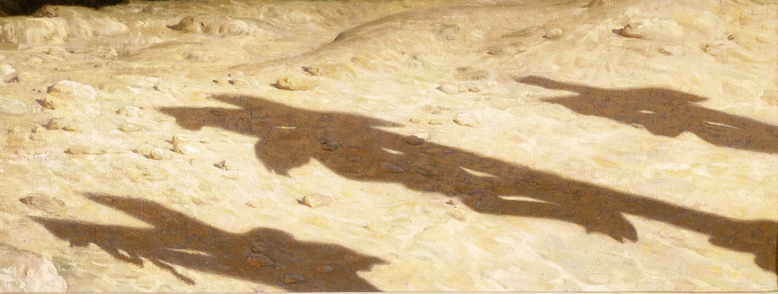
Détail des croix.
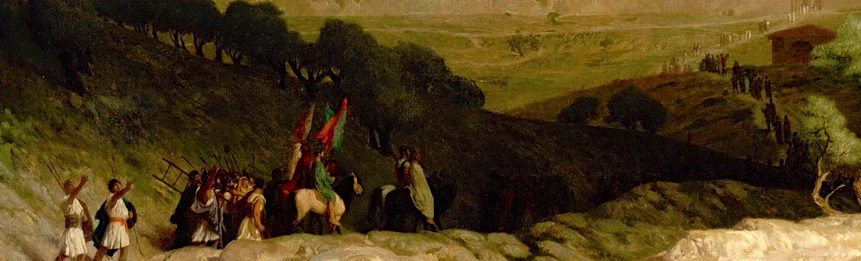
Détail de la population.
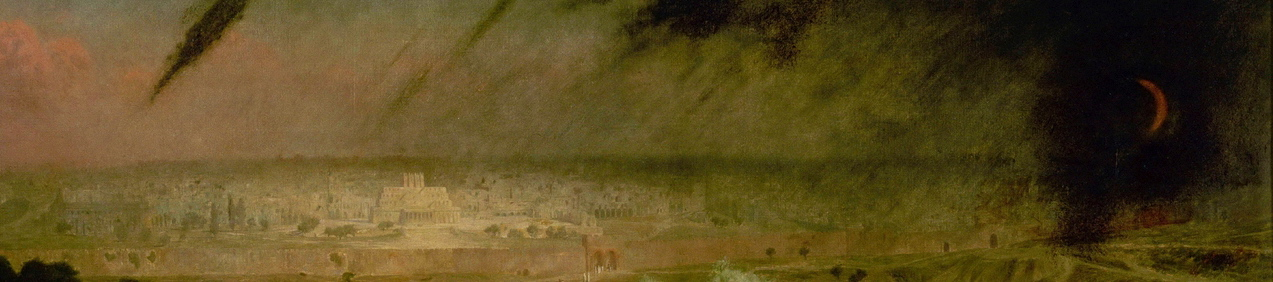
Détail de la ville.